# Aérodrome de Tours - Le Louroux
Pour les articles homonymes, voir Louroux (homonymie).
 (août 2022).
L’aérodrome de Tours — Le Louroux (code OACI : LFJT) est un aérodrome civil, agréé à usage restreint, situé sur la commune du Louroux, à 28 km au sud de Tours, en Indre-et-Loire (Centre, France).
Il est utilisé pour la pratique d’activités de loisirs (notamment le vol à voile) et de tourisme (aviation légère). La plateforme est à usage restreint et uniquement réservée à cette activité.